# Estnische Badmintonmeisterschaft 2013
Die Estnische Badmintonmeisterschaft 2013 fand vom 1. bis zum 3. Februar 2013 in Tartu statt. Es war die 48. Austragung der Titelkämpfe.

## Medaillengewinner
| Disziplin    | Gold                             | Silber                      | Bronze                       |
| ------------ | -------------------------------- | --------------------------- | ---------------------------- |
| Herreneinzel | Raul Must                        | Rainer Kaljumäe             | Ronald Üprus                 |
| Dameneinzel  | Karoliine Hõim                   | Laura Vana                  | Getter Saar                  |
| Herrendoppel | Kristjan Kaljurand Robert Kasela | Rainer Kaljumäe Raul Käsner | Karl Kivinurm Vahur Lukin    |
| Damendoppel  | Karoliine Hõim Laura Vana        | Kristin Kuuba Helina Rüütel | Helen Kaarjärv Anette Martin |
| Mixed        | Mihkel Laanes Kristin Kuuba      | Vahur Lukin Grete Talviste  | Mikk Järveoja Helina Rüütel  |